# 徐志賢 (韓國)
徐志賢（韓語：서지현，1973年8月13日—）是南韓檢察官。是韓國版#Me Too運動的首位舉發者 。

## 經歷
徐志賢為南韓檢察官。1973年出生於光州廣域市。1992年從木浦女子高中的畢業，並於1996年從梨花女子大學法律系畢業。 之後在2001年通過了第43屆律師資格考試。2004年韓國司法研修院第33期結業。
曾擔任仁川地方檢察廳、首爾北部地方檢察廳、水原地方檢察廳、驪州地方檢察廳、昌原地方檢察廳統營支廳檢察官。
在2018年1月29日透過檢察廳內部通信網"e-pros(이프로스)"，以"我有個願望"爲題發表了文章，告發8年前曾在喪禮上遭到前檢察官安泰根(안태근)性騷擾的事實，這件事情透過媒體報道傳開後，以徐志賢為開端，開啟了韓國版的＃MeToo運動。